# ريك ماثر
ريك ماثر (بالإنجليزية: Rick Mather)‏ هو مهندس معماري أمريكي، ولد في 30 مايو 1937، وتوفي في 20 أبريل 2013.